# Tyro (Kansas)
Tyro é uma cidade localizada no estado americano de Kansas, no Condado de Montgomery.

## Demografia
Segundo o censo americano de 2000, a sua população era de 226 habitantes.
Em 2006, foi estimada uma população de 223, um decréscimo de 3 (-1.3%).

## Geografia
De acordo com o United States Census Bureau tem uma área de
1,4 km², dos quais 1,4 km² cobertos por terra e 0,0 km² cobertos por água. Tyro localiza-se a aproximadamente 272 m acima do nível do mar.

## Localidades na vizinhança
O diagrama seguinte representa as localidades num raio de 20 km ao redor de Tyro.